# Рак на белия дроб
Ракът на белия дроб е злокачествено образувание, причинено от деградиране или изграждане на бронхиалните клетки, изразяващо се в бързо разрастваща се формация и увеличаване на белодробната тъкан.
Ракът на белия дроб е причина за милиони смъртни случаи годишно. Основният причинител е тютюнопушенето, но и стресът може да се счита като един от основните фактори, причиняващи това заболяване, което се обяснява с понижаването на имунитета. Предимно засяга мъжете и е основна причина за смърт на тези между 40 и 65 години. С нарастването на броя на жените пушачки и при тях вече има и най-висок процент на смъртни случаи сред всички типови ракови заболявания.
Скорошните изследвания показват, че най-значителна роля за повишаване на риска от белодробен рак е продължителното подлагане на вдишване на канцерогени (азбест или хром, обикновено при промишлени производства). Замърсяването на въздуха също играе роля в наши дни, но в по-голяма степен като вторичен ефект – например съдържанието на инертния газ радон във въздуха в сравнение с цигарения дим е незначително.
Ракът на белия дроб е едно от най-коварните заболявания на човечеството в наши дни. Той взема повече жертви, отколкото ракът на гърдата, ракът на простатата и ракът на дебелото черво, взети заедно. С развитието на първите симптоми (напр. пресипналост, прегракналост или кръвохрачене) в повечето случаи е прекалено късно за провеждане на успешно лечение. Ако обаче заболяването се открие в ранна фаза (което обикновено става случайно), тогава според Американската организация за борба с раковите заболявания шансовете за живот на болния се увеличават до 47%. Най-често се прави рентгенография на бял дроб, но при ранна фаза (фаза 1) е много трудно да се регистрира наличие на ракови клетки. Туморът лесно се разпознава, едва когато вече е достигнал 5 – 10 mm. Днес CAD-системите значително улесняват поставянето на диагноза в ранен етап при съмнение за раково заболяване.
Лечението и прогнозата зависят от вида на рака, фазата (нивото на разпространение, т. нар. стадий) и от състоянието на пациента. Популярните лечения включват оперативна намеса, химиотерапия и лъчетерапия.

## Признаци и симптоми
Сред симптомите, които предполагат белодробен рак са:
- недостиг на въздух;
- изкашляне на кръв;
- хронична кашлица или промяна на вида на кашлицата;
- хриптене;
- болки в гърдите или коремната област;
- загуба на тегло, изтощение и загуба на апетит;
- дрезгав глас;
- трудности при преглъщане;
- рязък спад на нивото на натрий.

Ако ракът достигне лумена, може да започне да пречи на въздушния поток, създавайки трудности при дишане. Това може да доведе до събирането на секрети зад препятствието, предразполагащи пациента към пневмония.
Много от туморните образувания са богато кръвоснабдени. Повърхността на рака може да бъде чувствителна, водейки до кървене във въздушните пътища. Впоследствие тази кръв може да бъде изкашляна.
В зависимост от вида на тумора, така наречената paraneoplastic phenomena може да привлече първоначално вниманието към наличието на болестта. При белодробния рак това може да бъде Lambert-Eaton myasthenic syndrome (отпадналост на мускулите поради автоимунно заболяване), хиперкалцимия и SIADH. Туморите в горната част на белия дроб могат да се разпространят в локалните части на симпатиковата нервна система, водейки до промени във вкусовите усещания и до проблеми с очния мускул (комбинация, позната като „симптом на Хорнер“), също и до слабост в мускулите на ръцете, причинена от навлизането в ръчния нерв.
При много пациенти, още преди да имат симптоми и да потърсят медицинска помощ, ракът вече се е разпрострял отвъд мястото на първоначалното му появяване. Белодробният рак често метастазира в костите, например около кръста (причинявайки болки в кръста), черния дроб и мозъка.

## Диагноза
Като първа стъпка за диагностициране на пациенти със симптоми на рак на бял дроб се прави рентгенова снимка на гърдите. На снимката могат да се видят натрупване на маса, разширяване на медиастинума (предполагащо разсейки към лимфните възли), свиване, консолидация и плеврална ефузия. Ако на рентгеновата снимка няма достатъчно информация, но има основателни причини да се смята, че пациентът има рак на белия дроб (например заклет пушач със съдържание на кръв в храчките), се правят бронхоскопия и/или КАТ (компютърна аксиална томография, наричана популярно „скенер“). Често се налага да се направи биопсия (базирана на скенера), за да се определи видът на тумора.
Ако изследванията потвърдят наличието на рак на белия дроб, резултатите от сканирането, и често positron emission tomography (PET), се използват, за да се определи дали заболяването е локално и дали може да се отстрани чрез оперативна намеса, или се е разпростряло до степен да не може да се оперира. PET не е толкова полезна, колкото КАТ сканирането, тъй като не всички метастази се виждат при PET сканиране (такива като bronchoalveolar carcinoma и белодробни инфекции могат да изглеждат като рак).
Необходими са и кръвни тестове и функционални тестове на дробовете, за да се оцени дали пациентът е в състояние да бъде опериран. Ако функционалните тестове покажат недостатъчен респираторен (дихателен) обем, какъвто може да има при хроничните пушачи, оперативната намеса може да бъде противопоказна.
Поставянето на диагноза белодробен рак, когато заболяването е в ранен стадий, е затруднено поради няколко причини:
- симптомите се появяват късно и често се припокриват с оплаквания, които са типични за повечето пушачи (кашлица, задух);
- най-често ранното откриване е случайно, при направена по друг повод рентгенова снимка.

За поставяне на диагнозата се провеждат:
- общ преглед и рутинни кръвни изследвания;
- рентгенография (рентгенова снимка) анфас и в профил на гръден кош и бели дробове, при което може да се визуализира туморната маса;
- компютърна томография и ядрено-магнитен резонанс (скенер) на гръден кош; изследването е с по-големи диагностични възможности от обикновената рентгенова снимка и позволява изобразяване и на обхванати от туморния процес съседни структури;
- цитологично изследване; изследва се храчка или смив от бронхите под микроскоп за откриване на ракови клетки;
- бронхоскопия с биопсия; изследване, при което посредством гумена тръба с оптична система (бронхоскоп) се оглеждат дихателните пътища и може директно да се визуализира туморната маса и да се вземе материал за микроскопско изследване – биопсия;
- трансторакална иглена биопсия – в случаите, когато туморът е локализиран повърхностно, в близост до гръдната стена, материалът за микроскопско изследване може да се вземе чрез тънка игла, директно през гръдния кош;
- други специализирани изследвания.

## Видове
Има два основни вида рак на белия дроб, категоризирани според големината на раковата клетка: недребноклетъчен (80%) и дребноклетъчен (около 20%). Това класифициране, макар и базирано на прост патоморфологичен критерий, има много основна роля за определянето на клиничното лечение и прогнозирането на развитието на болестта.

### Недребноклетъчен рак на белия дроб (NSCLC – Non Small Cell Lung Cancer)
Недребноклетъчният рак на белия дроб обединява няколко хистологични типа: плоскоклетъчен, едроклетъчен и аденокарцином. Те имат сходни механизми на протичане и съответно сходно лечение. Опциите за избор на терапия зависят от стадия, в който се намира туморът.

### Дребноклетъчен рак на белия дроб (SCLC – Small Cell Lung Cancer)
Дребноклетъчният рак на белия дроб по принцип не подлежи на оперативно лечение (в 70% от случаите). Често се повлиява добре от химиотерапия или облъчване. Във всеки случай се налага облъчване с висока интензивност за постигане на траен резултат (48 – 63 Gy). С цел ограничаване на пораженията върху главния мозък, обикновено се прави и краниално (черепно) облъчване. При облъчването на гръдния кош с доза > 40 Gy съществува 1/20 риск, пациентът да развие фиброза на белия дроб, която да доведе до смърт. Други по-редки последствия от облъчването са мио-/перикардит, както и миелит, които довеждат до латентен край след 9 месеца до година. Поради това като цяло удължаването на живота би могло да бъде от няколко месеца до една година.

### Други видове
Централен дребноклетъчен карцином на левия бял дроб.

## Причинители
Общото название за причинители на рак на белите дробове е „канцерогени“.

### Ролята натютюнопушенето
Катраневите продукти от тютюневия дим причиняват клетъчни изменения по стените на бронхите. Изменените клетки започват неконтролируемо да се делят и да изместват здравите клетки.

### Радон
Радонът е радиоактивен газ. Проведени са редица научни изследвания, въз основа на които се смята, че радонът е канцерогентен. Повишената концентрация на радон във въздуха в жилищните помещения увеличава вероятността от рак на белите дробове.

## Рискови фактори
- Най-застрашени от развиване на заболяването са дългогодишните пушачи, както и пасивните пушачи. Съществува подчертана зависимост между броя на изпушените цигари, продължителността на тютюнопушенето и риска от развитие на белодробен рак. Рискът от поява на рак на белия дроб при тютюнопушене над 10 години, повече от 10 цигари дневно, е десетократно по-висок, в сравнение с непушачите. Десет години след преустановяване на тютюнопушенето рискът при бившите пушачи се изравнява с този при непушачите.
- Канцерогенни вещества от професионалната среда – дългогодишна работа с влакнест азбестов прах, арсен и арсениеви съединения, никел, хром, полициклични ароматни въглеводороди, радиоактивни вещества и др. Рискът е подчертано висок при комбинация на тези канцерогени с тютюнопушене.

- Хронични възпалителни белодробни заболявания, водещи до склеротични изменения – например туберкулоза, силикоза и др.
- Наследствена предразположеност – вероятността за развитие на белодробен рак е 2 – 5 пъти по-голяма при лица, имащи родител, болен от това заболяване.

### Генетика и вируси
Нормалните клетки на организма се изменят в злокачествени под въздействие на канцерогенни стимули – химични вещества или физични фактори, които при определени условия отключват раков процес.
- Най-честата причина за рак на белия дроб е тютюнопушеното – при 85% от заболелите от рак на белия дроб съществува пряка връзка с тютюнопушенето. В цигарения дим се намират редица вещества с доказан канцерогенен ефект – катран, бензпирен, полоний, кадмий, бета-нафтиламин, хидразин, винилхлорид и др.
- Белодробен рак може да се развие и в резултат на въздействие на професионални вредности – работа с азбест, арсен, хром и др.
- Генетичната предразположеност също не е без значение като фактор за развитие на белодробния рак.

## Фази на заболяването
Фазата на заболяването е основна част от оценяването на прогнозирането и потенциалното лечение на белодробния рак.
Вижте фази на недребноклетъчния рак на белия дроб.

## Лечение

### Оперативна намеса
Винаги, когато е възможна, оперативната намеса се счита за най-доброто лечение. Провежда се сама или в комбинация с пред- и пост-оперативна химио- и / или лъчетерапия.

### Химиотерапия

#### Терапия на недребноклетъчен рак
Терапия на недребноклетъчен рак включва: неоадювантна химиотерапия, адювантна химиотерапия и няколко степени на химиотерапия:
- Неоадювантна химиотерапия. Прилага се преди хирургическо лечение на местно напреднал рак или на тумор с размер над 4 см и включва 3 – 4 цикъла. Прилага се химиотерапия с цисплатин и карбоплатин.

- Адювантна химиотерапия. Прилага се след хирургическо лечение на местно напреднал рак или на тумор с размер над 4 см и включва 4 цикъла. Прилага се химиотерапия с цисплатин и карбоплатин.

- Първа линия терапия. Прилага се при местно напреднал рак, който не подлежи на хирургическо лечение, или при рак с далечни разсейки и включва 4 – 6 цикъла. Използваните препарати са: гемцитабин, паклитаксел, винорелбин, пеметрексед, цетуксимаб, бевацизумаб.

- Поддържаща химиотерапия. Прилага се веднага след първа линия, когато оценката на лечебния отговор не показва прогресия и е налице добър пърформанс статус на пациента. Използват се: ерлотиниб и пеметрексед.

- Втора линия терапия. Прилага се, когато след първа линия оценката на лечебния отговор показва прогресия, и включва 2 – 3 цикъла. При химиотерапията се използват: доцетаксел, пеметрексед, ерлотиниб.

- Трета линия химиотерапия. Прилага се, когато когато след втора линия оценката на лечебния отговор показва прогресия: ерлотиниб – 150 мг дневно през устата до прогресия.

#### Терапия на дребноклетъчен рак
Терапия на дребноклетъчен рак включва първа и втора линия на химиотерапия:
- Първа линия химиотерапия прилага препаратите: цисплатин, циклофосфамид и иринотекан.

- Втората линия химиотерапия се прилага, когато след първа линия оценката на лечебния отговор показва прогресия, и включва 2 – 3 цикъла. Използват се за химиотерапия следните лекарства: циклофосфамид, епирубицин, ифосфамид, топотекан.[1]

### Интервеционна радиология
Популярността на интервеционната радиология при рак на белия дроб нараства тъй като е нетоксична и причинява много малко болка. Изглежда, че е особено ефективна когато се комбинира с химиотерапия тъй като успява да достигне клетките във вътрешността на тумора – тези които е трудно да се повлияят от химиотерапия поради намаленото кръвоснабдяване.
По същество представлява поставяне на малък източник на топлина в тумора за да „опече“ туморните клетки. Тялото се освобождава от изгорените клетки чрез нормалните си елиминационни процеси.

### Нервна система
Тази система е много чувствителна към въздействието на тютюневите отрови. Никотинът (веществото, към което се създава силна психическа зависимост) уврежда нервната система по два основни начини: пряко токсично действие върху нервната клетка и спазъм на кръвоносните съдове, който се отразява върху кръвоснабдяването на мозъка и се проявява с главоболие, виене на свят, отслабване на паметта, намаляване на работоспособността и др. При продължително пушене могат да бъдат засегнати и сетивата: слухът намалява, а зрението отслабва, като се увеличава рискът от катаракта.

### Сърдечно-съдовата система
Около 25% от всички заболявания на сърдечно-съдовата система са свързани с тютюнопушенето. То съкращава средната продължителност на живота на пушача с около 10 години.
Всяка изпушена цигара ускорява сърдечната дейност с около 20 удара в минута. Изпушването на 20 цигари дневно се равнява на физическо натоварване, получено при 8 часа колоездене срещу вятър. Така сърцето на пушача се „уморява“ и „остарява“ по-бързо. Освен това при тютюнопушене кръвното налягане се повишава с 20 до 40%, което се дължи на учестяването на сърдечната дейност и свиването на кръвоносните съдове.
Тютюнопушенето ускорява образуването на атеросклеротични плаки в кръвоносните съдове, поради което то е един от най-важните рискови фактори за исхемичната болест на сърцето и мозъчно-съдовата болест. Характерна за пушачите е и болестта на Бюргер, при която се развива болезнено стеснение на артериите на долните крайници, довеждащо до некроза и ампутация.

### Дихателна система
Сред най-силно засегнатите от тютюна системи в организма е дихателната. Всмуканият цигарен дим дразни дихателните пътища и предизвиква кашлица и задух. Това обаче са само външните прояви. В белите дробове заедно с никотина постъпват и много други отрови, които причиняват: дразнене и спазъм на гладката мускулатура на бронхите; увеличаване на слузната им секреция и увреждане на ресничестия епител на лигавицата. По този начин се нарушават бронхиалната проходимост и нормалните механизми за очистване на бронхиалното дърво. Развиват се остри, а след това и хронични възпалителни заболявания, които нарушават белодробната функция.
При пушачите е по-голяма честотата на бронхиалната астма, белодробния карцином и дори белодробната туберкулоза, поради намалената устойчивост на белите дробове към инфекциозните агенти.